# Novus
Novus (indirizzo Stargate:               ) è un pianeta immaginario dell'universo fantascientifico di Stargate Universe.
Novus (nella lingua Antica, Nuovo) è situato in una galassia a miliardi di anni luce dalla Via Lattea. Esso fu colonizzato dai membri dell'equipaggio della Destiny, tranne David Telford e Nicholas Rush, quando la spedizione tentò di contattare la Terra con lo Stargate dall'interno di una stella. Attraversando il dispositivo, finirono sul pianeta Novus 2.000 anni fa.

## Storia

### Colonizzazione
Inizialmente, giunti su un pianeta, i membri dell'equipaggio compresero che non vi erano risorse per sostenere la loro vita così cominciarono a esplorare altri mondi con lo Stargate. Trovato un pianeta adatto, attesero di ricontattare la Destiny, prima di stanziarvisi, ma infine organizzarono la loro vita sul nuovo mondo. Furono suggeriti diversi nomi per il pianeta, incluso Novus Mundus (Nuovo Mondo) che fu aggiudicato; in conclusione, fu scelto Novus. Nel decennio seguente, la loro storia fu riportata nelle kino, il colonnello Young e il tenente Scott trovarono dei posti adatti per costruire un canale d'irrigazione e il colonnello e Tamara Johansen diedero alla luce il primo bimbo nato su Novus.
Col tempo, il pianeta si divise in due fazioni: Tenara e Futura. Il nome Futura fu ideato dal dottor Adam Brody, il suo creatore, mentre Tenara significa in lingua Antica la terra dei giovani o la terra di Young (Young è il cognome del colonnello ma anche il termine inglese corrispondente all'aggettivo giovane).
Ogni paese possedette una distinta filosofia politica. I Tenarani seguirono gli insegnamenti di un libro chiamato Il Testamento, scritto da qualcuno appartenente al primo insediamento. I Futurani furono i discendenti di un gruppo che si separò dall'insediamento originale. Essi accusavano Eli Wallace dell'esilio su Novus e credevano che Rush fosse ancora a bordo della Destiny e che un giorno sarebbe tornato a salvarli. Rush infatti era visto come una figura salvifica.

### Storia recente
Diversi decenni prima del 2010, le condizioni di vita su Novus cominciarono ad essere insostenibili, a causa di intensi terremoti ed eruzioni vulcaniche provocate da un buco nero cui il loro sistema solare si sta avvicinando. Questi disastri naturali spinsero gli abitanti di Novus, una trentina d'anni prima dell'arrivo della Destiny, ad esplorare nuovi mondi abitabili. Tempo dopo il loro arrivo su un mondo abitabile, lo Stargate di Novus cessò di rispondere ai tentativi di chiamata.
Nel 2010, la Destiny giunse su Novus con i suoi coloni, trovando un pianeta scosso dopo una presunta eruzione vulcanica che causò condizioni climatiche simili ad un inverno nucleare. A bordo di uno Shuttle in ricognizione, il tenente Scott cercò dei sopravvissuti, trovando degli edifici intatti ma nessun segno di tracce sulla neve o di fumo proveniente da fuochi.
Studiando un archivio Tenarano, l'equipaggio della Destiny scoprì che lo Stargate era stato distrutto da una colata di lava trent'anni prima e la rivelazione del rischio che correvano spinse i Tenarani e i Futurani a collaborare. Assieme, crearono astronavi d'evacuazione, che mancavano però di motori hyperdrive o motori FTL, e lasciarono il pianeta, diretti verso una delle sue colonie. La colonia si trovava a dieci giorni di viaggio con la Destiny ma a duecento anni di viaggio senza i suoi potenti motori. Dopo che la Spedizione cercò un bunker nella città di Tenara, caricò a bordo una nuova sostanza per il filtro dell'aria e carico un-terzo del database Tenerano. In seguito, abbandonarono la città e il pianeta per via di un'enorme faglia che inghiottì la città.